# 公祭
公祭跟一般的祭祀儀式一樣，都是一種社會的祭祀儀式。與一般的個人或家庭祭拜儀式不同，公祭是指與舉行祭拜儀式的人與亡者沒有血緣關係，而是由公家、團體或社會人士，對一位或多位亡者進行祭拜的儀式。
在中國以至華人的社會，當公眾地方或場所發生了大型事故或意外，而造成大量的人命傷亡的時候，有關的機構或該地的政府通常都會為死者舉行公祭。部份地方亦會在該地一些重要人物過世的週年舉行公祭，以紀念該些人物。

## 相關
- 殯儀館
- 香奠
- 奠儀